# Stefan Könemann
Stefan Könemann (* 8. Dezember 1962) ist ein deutscher Unternehmer und Geschäftsführer der Barsortiment Könemann Vertriebs GmbH mit Geschäftssitz in Hagen.

## Werdegang
Die Familie Könemann aus Hagen in Westfalen ist eine alteingesessene Unternehmerfamilie, die vor allem im Bereich Großhandel für Presseerzeugnisse und Medien tätig war und ist.
Sein Jurastudium an der Universität Münster beendete Könemann 1991 mit dem Ablegen des Ersten Staatsexamens am Oberlandgericht Hamm.
Kurz nach Verlassen der Universität begann Könemann  sein Engagement bei der Schweriner Volkszeitung.
1998 wechselte Stefan Könemann in das familieneigene Unternehmen Barsortiment Könemann GmbH & Co KG. Im Jahre 2001 wurde er Teil der Geschäftsleitung des Unternehmens.
2012 nach Auflösung der Barsortiment Könemann GmbH & Co KG, wurde er Geschäftsführer der neu gegründeten Barsortiment Könemann Vertriebs GmbH, ein Joint Venture der Familie Könemann und des Barsortimentes Libri.

## Engagement im Börsenverein des Deutschen Buchhandels
2002 wurde Stefan Könemann in den Vorstand des Landesverbandes Nordrhein-Westfalen gewählt, welchen er nach dem Tod des Verlegers Bertram Gallus als dessen Nachfolger im Zeitraum von 2004 bis 2011 als Vorsitzender leitete. Bleibenden Einfluss auf die Struktur des Börsenvereins des deutschen Buchhandels hat die durch Stefan Könemann im Jahre 2011 auf seine Initiative erfolgte und durch ein   Votum der Mitglieder getragene Verschmelzung des Landesverbandes Nordrhein-Westfalen mit dem Bundesverband, mit der auch seine Amtszeit als Vorsitzender im Landesverband endete. In den Jahren 2005 bis 2010 bekleidete Stefan Könemann zudem die Position eines Aufsichtsratsmitgliedes der Marketing- und Verlagsservice des Buchhandels Wirtschaftsbetriebe des Börsenvereines. Von 2012 bis 2018 war Stefan Könemann Vorsitzender des Ausschusses für Zwischenbuchhandel im Börsenverein. Im März 2017 wurde er in den Stiftungsrat des Friedenspreises des Deutschen Buchhandels gewählt.
Im Februar 2019 wurde bekannt, dass Stefan Könemann für das Amt des Vorstehers des Börsenvereines kandidiert. Bei der Wahl am 19. Juni 2019 erhielt Stefan Könemann 443 von 943 Stimmen  und unterlag damit nur knapp der Kandidatin Karin Schmidt-Friderichs.